# Авиационное дело
Авиационное дело 1946 года — одно из политических дел послевоенного периода сталинских политических репрессий, в результате которых весной 1946 года были арестованы руководители авиационной промышленности и командование ВВС СССР.

## Начало репрессий
К концу Великой Отечественной войны сложилось отставание в авиационной промышленности от стран Запада: «в первое мирное лето были обнаружены серьёзные недостатки в авиационной промышленности. Все отечественные самолёты, принятые на вооружение, относились к довоенным разработкам, и полностью исчерпали свои возможности. Общее состояние научно-технического задела в авиационной технике в СССР к 1945 году характеризовалось как неудовлетворительное… Руководство ВВС и Наркомата авиапромышленности не смогло обеспечить научные и опытно-конструкторские работы на уровне, необходимом для послевоенного перевооружения ВВС на реактивную технику.».
Основным инициатором «Авиационного дела» был сын И. В. Сталина, В. И. Сталин, который, пытаясь реабилитироваться перед отцом за своё поведение, письменно доложил тому, что в авиационных строевых частях «бьётся много лётчиков», а происходит это потому, что командование ВВС принимает от авиапромышленности дефектные истребители Як-9. Сигнал этот Сталин расценил как проявление бдительности со стороны остепенившегося сына.
Дабы усилить давление на отца, Василий Сталин решил подкрепить выдвинутые против командующего ВВС А. А. Новикова обвинения мнением авторитетного авиаконструктора А. С. Яковлева (1906—1989), который был к тому же в фаворе у И. В. Сталина. Яковлев 6 сентября 1945 г. направил И. В. Сталину записку, в которой, выразив «серьёзную тревогу» по поводу отставания СССР от США в развитии реактивной и дальней авиации, обвинил, по сути, в нём главу Наркомата авиапромышленности (НКАП) А. И. Шахурина.
Сталин поручил расследовать это дело начальнику Главного управления контрразведки «Смерш» Наркомата обороны СССР В. С. Абакумову (1908—1954).
14 декабря 1945 года в Чите был арестован маршал авиации С. А. Худяков и доставлен в Москву, где ему было предъявлено обвинение по статье 58-1"б" УК РСФСР (измена Родине). В начале апреля 1946 года были арестованы нарком авиационной промышленности А. И. Шахурин, командующий ВВС А. А. Новиков, заместитель командующего — главный инженер ВВС А. К. Репин, член Военного Совета ВВС Н. С. Шиманов, начальник ГУ заказов ВВС Н. П. Селезнёв и заведующие Отделами Управления Кадров ЦК ВКП(б) А. В. Будников и Г. М. Григорьян. В нарушение законодательства, санкция прокурора на их арест была получена только через 17 суток после фактического ареста этих лиц.
По свидетельствам репрессированных основной интерес во время следствия представляло получение фактов, связанных с деятельностью маршала Жукова, в связи с готовившейся кампанией по его компрометации:
Позднее Новиков записал: «Арестовали по делу ВВС, а допрашивают о другом… Я был орудием в их руках для того, чтобы скомпрометировать некоторых видных деятелей Советского государства путём создания ложных показаний. Это мне стало ясно гораздо позднее. Вопросы о состоянии ВВС были только ширмой…»
Применяя незаконные методы, следователи завершили дело менее чем за месяц:
Из показаний Репина А. К.: «С первого дня ареста мне систематически не давали спать. Днём и ночью я находился на допросах и возвращался в камеру в 6 часов утра, когда в камерах был подъём. <…> После 2-3 дней такого режима я засыпал стоя и сидя, но меня тотчас же будили. Лишённый сна, я через несколько дней был доведён до такого состояния, что был готов на какие угодно показания, лишь бы кончились мучения».
Фальсификацией дела руководил непосредственно министр государственной безопасности СССР В. С. Абакумов, основными исполнителями были сотрудники МГБ СССР Броверман Я. М., Лихачёв М. Т., Леонов А. Г., Комаров В. И., следователи Кулешов и Герасимов. После 1953 года за фальсификацию уголовных дел все они были осуждены, в том числе Абакумов, Лихачёв, Леонов и Комаров — к высшей мере наказания (расстрел).

## Рассмотрение дел
8 мая 1946 года дело поступило в Военную коллегию и было назначено к слушанию 10 мая "в закрытом заседании без участия обвинения, защиты и без вызова свидетелей".
Уже 11 мая Военная коллегия Верховного суда СССР под председательством генерал-полковника юстиции В. В. Ульриха в закрытом судебном заседании признала арестованных виновными в том, что «подсудимые протаскивали на вооружение ВВС заведомо бракованные самолёты и моторы крупными партиями и по прямому сговору между собой, что приводило к большому количеству аварий и катастроф в строевых частях ВВС, гибели лётчиков», и приговорила Шахурина — к семи годам тюремного заключения, Репина — к шести годам, Новикова — к пяти годам, Шиманова — к четырём годам, Селезнева — к трём годам, Будникова и Григорьяна — к двум годам каждого. Судом были также возбуждены ходатайства о лишении осужденных воинских званий и наград.
В ходе судебного разбирательства подсудимые свою вину признали полностью.
Действуя по указанию Сталина, В. Ульрих в 21 час. 15 мин., сразу после оглашения приговора, направил копию приговора с пометками «Весьма срочно», «Сов. Секретно» «для доклада генералиссимусу товарищу Сталину Иосифу Виссарионовичу».
18 апреля 1950 года Худяков был осужден к высшей мере наказания — расстрелу с конфискацией имущества, и в тот же день расстрелян. Прах захоронен в общей могиле на Донском кладбище.

## Реабилитация
Документы на реабилитацию Шахурина, Новикова и других участников этого дела были подготовлены, подписаны и направлены в ЦК Л. Берией 26 мая и 6 июня 1953 года.
29 мая 1953 года Военной Коллегией Верховного Суда СССР дела репрессированных были пересмотрены, и все приговоры отменены. Все обвиняемые реабилитированы, а их дела прекращены.
12 июня 1953 года на заседании Президиума ЦК КПСС было решено восстановить всех бывших арестованных по «авиационному делу» в КПСС, в наградах и в воинских званиях.
В 1954 году был реабилитирован С. А. Худяков.